# Prodidomus
Prodidomus is een geslacht van spinnen uit de  familie van de Prodidomidae.

## Soorten
- Prodidomus amaranthinus (Lucas, 1846)
- Prodidomus aurantiacus Simon, 1890
- Prodidomus beattyi Platnick, 1977
- Prodidomus bendee Platnick & Baehr, 2006
- Prodidomus bicolor Denis, 1957
- Prodidomus birmanicus Thorell, 1897
- Prodidomus bryantae Alayón, 1995
- Prodidomus capensis Purcell, 1904
- Prodidomus chaperi (Simon, 1884)
- Prodidomus clarki Cooke, 1964
- Prodidomus dalmasi Berland, 1919
- Prodidomus djibutensis Dalmas, 1919
- Prodidomus domesticus Lessert, 1938
- Prodidomus duffeyi Cooke, 1964
- Prodidomus flavidus (Simon, 1884)
- Prodidomus flavipes Lawrence, 1952
- Prodidomus flavus Platnick & Baehr, 2006
- Prodidomus geniculosus Dalmas, 1919
- Prodidomus granulosus Cooke, 1964
- Prodidomus hispanicus Dalmas, 1919
- Prodidomus kimberley Platnick & Baehr, 2006
- Prodidomus lampei Strand, 1915
- Prodidomus lampeli Cooke, 1964
- Prodidomus latebricola Cooke, 1964
- Prodidomus margala Platnick, 1976
- Prodidomus maximus Lessert, 1936
- Prodidomus nigellus Simon, 1890
- Prodidomus nigricaudus Simon, 1893
- Prodidomus opacithorax Simon, 1893
- Prodidomus palkai Cooke, 1972
- Prodidomus papavanasanemensis Cooke, 1972
- Prodidomus purpurascens Purcell, 1904
- Prodidomus purpureus Simon, 1907
- Prodidomus redikorzevi Spassky, 1940
- Prodidomus reticulatus Lawrence, 1927
- Prodidomus revocatus Cooke, 1964
- Prodidomus robustus Dalmas, 1919
- Prodidomus rodolphianus Dalmas, 1919
- Prodidomus rollasoni Cooke, 1964
- Prodidomus rufus Hentz, 1847
- Prodidomus saharanpurensis (Tikader, 1982)
- Prodidomus sampeyi Platnick & Baehr, 2006
- Prodidomus seemani Platnick & Baehr, 2006
- Prodidomus simoni Dalmas, 1919
- Prodidomus singulus Suman, 1967
- Prodidomus sirohi Platnick, 1976
- Prodidomus tigrinus Dalmas, 1919
- Prodidomus tirumalai Cooke, 1972
- Prodidomus venkateswarai Cooke, 1972
- Prodidomus watongwensis Cooke, 1964
- Prodidomus woodleigh Platnick & Baehr, 2006
- Prodidomus wunderlichi Deeleman-Reinhold, 2001
- Prodidomus yorke Platnick & Baehr, 2006